# Пјано Сан Пјетро (Терамо)
Пјано Сан Пјетро (итал. Piano San Pietro) је насеље у Италији у округу Терамо, региону Абруцо.
Према процени из 2011. у насељу је живело 62 становника. Насеље се налази на надморској висини од 540 м.